# Ekonomia sił
Ekonomia sił i środków – jedna z zasad sztuki wojennej.

## Charakterystyka
Ekonomia sił wiążea się z ekonomicznym i umiejętnym wykorzystaniem posiadanych sił i środków w decydującym okresie walki celem wykonania najważniejszych zadań. Umożliwia uzyskanie przewagi nad przeciwnikiem w określonym czasie i miejscu (kierunku); to racjonalne dysponowanie wojskami i środkami walki odpowiednio do ważności zadań, gwarantujące osiągnięcie celu walki w możliwie najkrótszym czasie, przy jak najmniejszych stratach własnych. Pojęcie to zastępuje się pojęciem ześrodkowania sił i środków oraz skupianiem wysiłków dla wykonania głównych zadań decydujących o powodzeniu.